# Contea di Weng'an
La contea di Weng'an (瓮安县S, Wèng'ān XiànP) è una contea della Cina, situata nella provincia del Guizhou e amministrata dalla prefettura autonoma buyei e miao di Qiannan.